# Toyota Corolla
La Toyota Corolla est une voiture compacte produite par le constructeur automobile japonais Toyota depuis 1966. Elle constitue le cœur de gamme de la marque et est présente sur tous les continents.
Au fil de ses douze générations et des multiples déclinaisons, la Corolla est la voiture la plus vendue au monde avec 50 millions de modèles vendus à juillet 2021.
De 1968 à 2002, Toyota a produit un modèle similaire à la Corolla, sous le nom de Sprinter, uniquement au Japon.
Toyota a développé au cours des années des déclinaisons spécifiques afin d'adapter son offre au marché : berline 4-portes avec des éléments de carrosserie différents en Amérique du Nord ou en Asie, monospace en Europe, ou encore vendu sous l'appellation Toyota Auris en Europe.

## Générations
La Corolla s'est déclinée en diverses générations successives :
- 1re génération : Toyota Corolla E10 (1966 - 1970) ;
- 2e génération : Toyota Corolla E20 ;
- 3e génération : Toyota Corolla E30 E40 E50 E60 ;
- 4e génération : Toyota Corolla E70 ;
- 5e génération : Toyota Corolla E80 ;
- 6e génération : Toyota Corolla E90, à partir de 1987 ;
- 7e génération : Toyota Corolla E100, à partir de 1991 ;
- 8e génération : Toyota Corolla E110, à partir de 1995 au Japon et 1997 en Europe et aux États-Unis ;
- 9e génération : Toyota Corolla E120 E130, de 2000 à 2008 ;
- 10e génération : Toyota Corolla E140 E150, à partir de 2006 au Japon et 2008 aux États-Unis ;
- 11e génération : Toyota Corolla E160, à partir de 2012 au Japon / Toyota Corolla E170 E180, à partir de 2013 à l'international ;
- 12e génération : Toyota Corolla E210, à partir de 2018 au Japon / Toyota Corolla E210, à partir de 2018 à l'international.

Corolla est le patronyme le plus vendu dans l'histoire de l'automobile avec plus de 45 millions de voitures Corolla produites.

## Utilisation du nom
En Europe, la Corolla existe en berline trois volumes, le rôle de la compacte deux volumes à hayon étant dévolu à l'Auris de 2006 à 2018 (et, au Japon, à sa version luxueuse Blade). Dans le reste du monde, la Corolla est largement répandue, notamment aux États-Unis et au Canada, en Chine, en Australie et Nouvelle-Zélande (où l'Auris est baptisée Corolla), ainsi qu'au Japon où elle reste une grosse vente pour le constructeur. Au Japon, elle y existe en berline (Corolla Axio) ou en break (Corolla Fielder).
Au Canada et aux États-Unis, la version à hayon, nommée Toyota Matrix de 2002 à 2014, est dorénavant commercialisée en tant que Toyota Corolla Hatchback. La Toyota Corolla est particulièrement populaire au Québec où elle occupe le 5e rang des voitures les plus populaires de la province.